# 16 جمادى الآخرة
- السبت
- الأحد
- الاثنين
- الثلاثاء
- الأربعاء
- الخميس
- الجمعة

- 2830 نوفمبر 2024
- 291 ديسمبر 2024
- 12 ديسمبر 2024
- 23 ديسمبر 2024
- 34 ديسمبر 2024
- 45 ديسمبر 2024
- 56 ديسمبر 2024
- 67 ديسمبر 2024
- 78 ديسمبر 2024
- 89 ديسمبر 2024
- 910 ديسمبر 2024
- 1011 ديسمبر 2024
- 1112 ديسمبر 2024
- 1213 ديسمبر 2024
- 1314 ديسمبر 2024
- 1415 ديسمبر 2024
- 1516 ديسمبر 2024
- 1617 ديسمبر 2024
- 1718 ديسمبر 2024
- 1819 ديسمبر 2024
- 1920 ديسمبر 2024
- 2021 ديسمبر 2024
- 2122 ديسمبر 2024
- 2223 ديسمبر 2024
- 2324 ديسمبر 2024
- 2425 ديسمبر 2024
- 2526 ديسمبر 2024
- 2627 ديسمبر 2024
- 2728 ديسمبر 2024
- 2829 ديسمبر 2024
- 2930 ديسمبر 2024
- 3031 ديسمبر 2024
- 11 يناير 2025
- 22 يناير 2025
- 33 يناير 2025

16 جُمادى الآخرة أو 16 جُمادی‌ الثانية أو يوم 16 \ 6 (اليوم السادس عشر من الشهر السادس) هو اليوم الرابع والستون بعد المائة (164) من أيَّام السنة (أو الخامس والستون بعد المائة لو كان شهر ربيع الآخر مُتممًا لليوم الثلاثين أو السادس والستون بعد المائة لو أتم كلًا من صفر وربيع الآخر ثلاثين يومًا) وفق التقويم الهجري القمري (العربي). يبقى بعده 190 أو 191 يومًا لانتهاء السنة.

## أحداث
- 13هـ - نشوب معركة مرج الصفر بين الروم والمسلمين بقيادة خالد بن سعيد، وذلك في بدايات فتح المسلمين لبلاد الشام، وانتهت المعركة بانتصار الروم؛ الأمر الذي جعل أبا بكر الصديق يبعث بأربعة جيوش لفتح الشام.
- 587هـ - سقوط مدينة عكا في يد الصليبيين بقيادة ريتشارد قلب الأسد، أحد قادة الحملة الصليبية الثالثة، بعد دفاع مجيد من أهلها، وظلَّت في أيدي الصليبيين حتى حرَّرها السلطان الأشرف قلاوون في 17 جمادى الأولى 690هـ.
- 923هـ - الحجاز تدخل في حوزة العثمانيين بعد إرسال شريف مكة بركات الثاني مفاتيح الكعبة والروضة النبوية إلى السلطان العثماني سليم الأول.
- 950هـ - العثمانيون يوقعون معاهدة مع فرنسا لإدارة ميناء طولون الفرنسي، وقد رفع العلم العثماني على الميناء وانسحب الموظفون الفرنسيون من الميناء، ورفع العثمانيون الأذان للصلاة، وجمعوا الضرائب خلال إدارتهم للميناء في ذلك العالم، وظلت الإدارة العثمانية للميناء ثمانية أشهر أثناء قصف العثمانيين لسواحل إسبانيا وإيطاليا.
- 1378هـ - مصر والاتحاد السوفيتي يوقعان اتفاق خاص حول بناء المرحلة الأولى من السد العالي.
- 1379هـ - اجتماع المجلس الوطني الجزائري في طرابلس بليبيا واختيارهم هواري بومدين قائدًا عامًّا للمقاومة الجزائرية التي كانت تسعى لتحرير الجزائر من قبضة المحتل الفرنسي الذي كان يحتل البلاد.
- 1381هـ - رفع علم الكويت الجديد.
- 1389هـ - ليلى خالد وسليم العيساوي يخطفان «طائرة الركاب الأمريكية رحلة رقم 840» بين خط لوس أنجلوس وتل أبيب ويحولان مسارها إلى دمشق ثم يفجرانها بعد إنزال ركابها منها.
- 1406هـ - تمرد جنود الأمن المركزي بمصر وحظر التجول في القاهرة والجيزة، ومدرعات الجيش تملأ الشوارع.
- 1415هـ - انفجار بحافلة في «سوق ديزنجوف» بمدينة تل أبيب يوقع 22 قتيلًا و248 جريحًا، وحركة حماس تعلن مسؤوليتها عن العملية.
- 1417هـ - منتخب الكويت لكرة القدم يفوز بكأس الخليج الثالثة عشر والمقامة في سلطنة عمان.
- 1427هـ -
  - حزب الله يأسر جنديين إسرائيليين ويقتل ثمانية، مما أدى إلى قيام إسرائيل بشن حرب على لبنان استمرت لثلاثة وثلاثين يومًا.
  - مجلس الأمة الكويتي ينتخب جاسم محمد الخرافي رئيسًا له وذلك في جلسته الافتتاحية.

## مواليد
- 1303 هـ - أحمد حسن الزيات، من كبار رجال النهضة في مصر.
- 1329 هـ -عبد الله يوركي حلاق، شاعر وصحفي وكاتب سوري.
- 1354 هـ - أحمد ماهر، وزير خارجية مصر.
- 1357 هـ - ناهد شريف، ممثلة مصرية.
- 1369 هـ - صباح عبيد، ممثل سوري.
- 1400 هـ - إيمان سمير، ممثلة مصرية.
- 1404 هـ - مشاعل، مغنية لبنانية سعودية.
- 1408 هـ - بوبكر مانسالي، لاعب كرة قدم سنغالي.

## وفيات
- 421هـ - ابن دراج القسطلي، شاعر أندلسي وكاتب الحاجب المنصور.
- 1355هـ - نعمان الأعظمي، عالم وفقيه وداعية عراقي.
- 1429هـ - محمد الجناحي، ممثل إماراتي.

## وصلات خارجية
- موقع قصة الإسلام: حدث في شهر جُمادى الآخرة.